# Pachycara crassiceps
Pachycara crassiceps är en fiskart som först beskrevs av Roule, 1916.  Pachycara crassiceps ingår i släktet Pachycara och familjen tånglakefiskar. Inga underarter finns listade i Catalogue of Life.